# 21608 Gloyna
A 21608 Gloyna (ideiglenes jelöléssel 1999 GQ35) a Naprendszer kisbolygóövében található aszteroida. A LINEAR projekt keretében fedezték fel 1999. április 7-én.